# Jacques D'Hooghe
Jacques D'Hooghe (Ieper, 7 december 1950) is een voormalig Belgisch politicus voor de CVP / CD&V en vervolgens de LDD.

## Levensloop
D'Hooghe studeerde af als handelsingenieur aan de KU Leuven en werd beroepshalve interim-bedrijfsleider.
Hij werd politiek actief bij de CVP en in de christelijke arbeidersbeweging waar hij van 1981 tot 1985 adjunct-verbondssecretaris was van de Christelijke Mutualiteiten. In Oudenaarde was hij in dezelfde periode van 1983 tot 1985 lid en van 1985 tot 1995 secretaris van het OCMW. Later werd hij er van 2001 tot 2003 gemeenteraadslid.
Van 1995 tot 1999 en opnieuw van 2001 tot 2003 zetelde D'Hooghe in de Senaat als plaatsvervanger van de rechtstreeks gekozen senatoren Miet Smet en Reginald Moreels. In zijn eerste periode als senator was hij lid van de commissie Financiën en Economische Aangelegenheden en zetelde hij tevens tot 1996 in de commissie Binnenlandse Aangelegenheden en van 1996 tot 1999 in de commissie Sociale Aangelegenheden. In zijn tweede periode in de Senaat zetelde hij in de commissies Financiën en Economische Aangelegenheden en Sociale Aangelegenheden. Van deze laatste commissie was hij van 2002 tot 2003 voorzitter. 
In september 2004 werd hij directeur van de Gentse sociale huisvestingsmaatschappij Scheldevallei. D'Hooghe bleef dit tot in 2011.
In 2008 verliet hij de CD&V en stapte over naar de rechts-libertaire LDD van Jean-Marie Dedecker. D'Hooghe verklaarde gewonnen te zijn voor een gezonde economie en vond LDD die visie het meest consequent verdedigde.
Sinds 11 mei 2003 is hij ridder in de Leopoldsorde.